# セルジュ・リファール

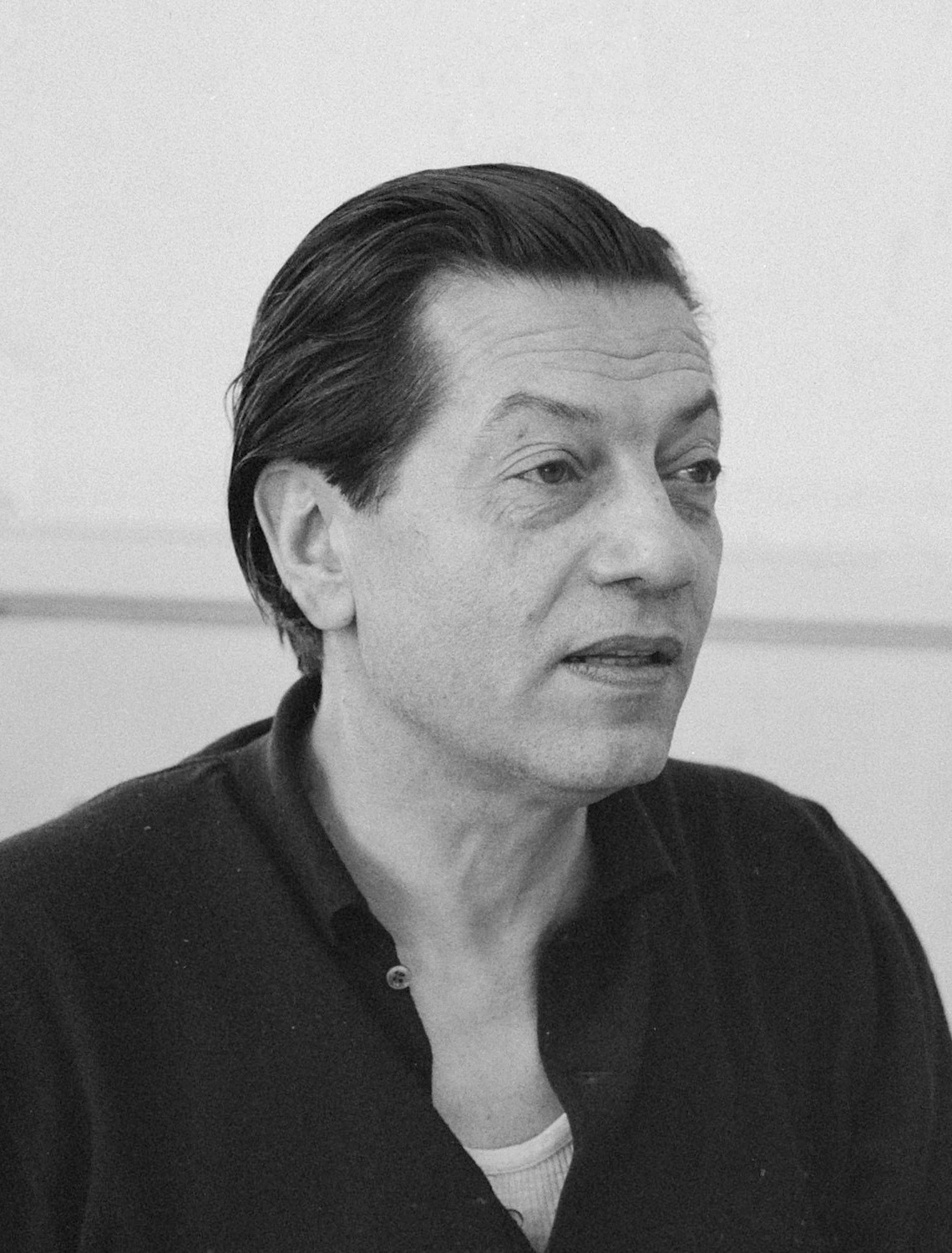
Serge Lifar, 1961

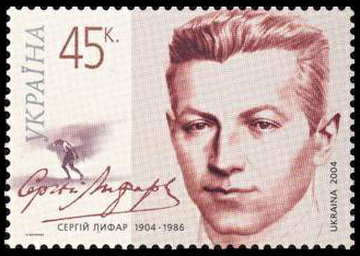
2004年発行のウクライナの切手

セルジュ・リファール（仏: Serge Lifar, 露: Сергѣй Михайлович Лифа́рь Sergej Michajlovič Lifár', 烏: Сергі́й Миха́йлович Лифар, Серж Лифа́рь　Serjij Lyfár, 1905年4月2日 ‐1986年12月15日） は、フランスのバレエダンサー・振付家。ウクライナ出身。「舞の神」と呼ばれた。

## 概要
セルジュ・リファールは1905年4月2日にロシア帝国のキエフに生まれた。リファーリ（ルィファール）家はカーニウ町のウクライナ・コサック出身であった。
伝説の舞踏家ヴァーツラフ・ニジンスキーの妹ブロニスラヴァ・ニジンスカに学び、1923年にバレエ・リュス（ロシア・バレエ団）に入団、主宰者のセルゲイ・ディアギレフの信頼を得て末期の同バレエ団を支えた。1929年7月、ディアギレフの死をボリス・コフノ、ミシア・セール、ココ・シャネルとともに看取る。
バレエ・リュスの解散後にパリ・オペラ座バレエ団の首席ダンサーや舞台監督に選ばれた。パリ・オペラ座バレエ団のバレエ・マスターとしての在任期間は1930~1944、1947~1958年。1953年には来日し、『薔薇の精』などを踊っている。
1986年12月15日にローザンヌで死去。